# I Believe I Can Fly
I Believe I Can Fly je píseň amerického zpěváka R. Kellyho. Píseň pochází ze soundtracku k filmu Space Jam a z jeho třetího alba R. Píseň sám napsal i produkoval. Díky této písni získal tři ceny Grammy.
Píseň se objevila ve filmech Space Jam,  Finty Dicka a Jane,  Rozjeď to!,  Doba ledová 2: Obleva a Pozor, hodný pes!. S českým textem Eduarda Krečmara ji v roce 2014 nazpívala pod názvem "Najednou křídla mám" zpěvačka Jitka Zelenková. Je zařazená na jejím albu Já tě mám ráda.

## Hitparáda
| Země   | Umístění |
| ------ | -------- |
| US 100 | 2        |
| US R&B | 1        |
| UK     | 1        |
| AUS    | 1        |
| EU     | 1        |
| FRA    | 1        |
| POL    | 1        |
| SWI    | 1        |